# Multiplex
Multiplex kallas ett antal tekniker som möjliggör samtidig överföring av flera oberoende informationskanaler över en och samma fysiska informationsbärare.
Exempel på multiplex är frekvensmultiplex och tidsmultiplex, se nedan.

## Frekvensmultiplex
Frekvensmultiplex, frequency division multiplexing (FDM), bygger på att ett antal bärvågor transporteras över samma ledare, och bandpassfilter separerar sedan de olika bärvågorna. Det betyder att de inte är överlappande utan ligger efter varandra i frekvensområdet.
Eventuellt kan användandet av denna teknik kräva att bärvågornas frekvenser och modulationstyp väljs med omsorg.

## Tidsmultiplex
Den kanske vanligaste formen av multiplex kallas tidsmultiplex, eller time-division multiplexing (TDM), och bygger på att ett antal digitala kanaler med relativt låg överföringshastighet får turas om att överföras på en avsevärt snabbare kanal genom att en elektronisk krets tar ett informationselement från kanal nummer 1 och slussar in det i den gemensamma kanalen, sedan ett element från kanal nummer 2 och så vidare till dess alla kanaler avklarats, varefter kretsen börjar om från början med ett element från kanal nummer 1, ett från kanal nummer 2...
Naturligtvis kräver detta att den gemensamma huvudkanalen på vilken alla de separata kanalerna skall samsas klarar av att överföra en hel uppsättning informationselement, ett från var och en av de ingående kanalerna, lika ofta som de enstaka kanalerna matar fram sina element ett och ett.
I princip kan man inte se någon som helst skillnad på den information i den gemensamma transmissionskanalen som härrör från en given ursprungskanal och den information som kommer från andra ursprungskanaler. I skissen nedan multiplexas fyra kanaler (horisontella linjer) samman från vänster mot höger till en kanal, som sedan avmultiplexeras tillbaka till fyra kanaler.
Transmissionsutrustningen håller dock strikt köordning på de informationsbitar som matats in i multiplexern, och demultiplexern kan därför se till att rätt information matas ut på rätt kanal.
All modern fast telefoni bygger på denna teknik, och upp till 32 telefonsamtal på 64 kbit/sekund skulle i princip kunna rymmas i en överföringskanal på 2048 kbit/sekund. I realiteten behöver man dock reservera en del av överföringsresurserna för metainformation, vilket innebär att den praktiska överföringskapaciteten blir 30 eller 31 telefonsamtal.